# 丸久サンデー劇場
丸久サンデー劇場（まるきゅうサンデーげきじょう）とは、山口放送で放送されていたアニメ枠の名称である。
山口県防府市に本社を構える地元スーパーマーケットの丸久の冠番組（冠スポンサー）であり、同社含む丸久グループの一社提供だった。末期は商号の「マルキュウ」に合わせて「マルキュウ サンデー劇場」（マルキュウ サンデーげきじょう）と表記されることが多かった。
少なくとも1974年時点では放送されており、2011年3月27日まで放送された。

## 概要
日本テレビ系列及びTBS系列以外の系列外局（フジテレビ・テレビ東京・山口朝日放送開局前はNET→テレビ朝日）製作のテレビアニメを番組購入の上、その一部を当枠にて放送していた。初期は稀に児童向けドラマも編成されることがあった。
特に1987年10月以降はテレビ山口がフジテレビ系列から離脱し、TBS系列に一本化したことから、同局の日曜19時台のアニメを多く編成するようになり、末期は同枠の遅れネット枠として機能していた。
1985年以降、毎年12月の第1日曜は通常のアニメ番組を休止し、丸久とスパイスメーカーのエスビー食品主催の陸上競技イベント「S&Bちびっ子健康マラソン大会」の中継録画を放送していた。また、日本テレビの特別番組（24時間テレビなど）が編成された際は放送を休止することもあった。
2011年春改編の「誰だって波瀾爆笑」の放送時間変更・延長を機に廃枠となり、同時点で放送されていた「ONE PIECE」は月曜深夜に移動した。

## 放送時間
何れも毎週日曜、JST。
- 9:00 - 9:30（枠開始 - 1982年3月28日）
- 10:00 - 10:30（1982年4月4日 - 1993年3月28日）
  - 「題名のない音楽会」の同時ネット移行の為。
- 10:30 - 11:00（1993年4月4日 - 1996年3月31日）
  - 「THE・サンデー」ネット開始およびそれに伴う「題名のない音楽会」の繰り下げ[注 2]の為に変更。
- 11:00 - 11:30（1996年4月7日 - 2011年3月27日）
  - 「THE・サンデー」放送時間拡大及びそれに伴う「いつみても波瀾万丈」の放送時間繰り下げの為に変更。

## 放送作品
- テレビ朝日番組
  - 勇者ライディーン
  - 超電磁ロボ コン・バトラーV
  - がんばれ!レッドビッキーズ
  - あばれはっちゃくシリーズ
  - 銀牙 -流れ星 銀-
  - 聖闘士星矢
- テレビ東京番組
  - ミスター味っ子
  - 楽しいムーミン一家
- フジテレビ番組
  - ゼロテスター
  - 陽あたり良好!
  - キテレツ大百科
  - こちら葛飾区亀有公園前派出所
  - ONE PIECE（月曜深夜に移動）

## 合同アニメとの兼ね合い
フジテレビとFNS系列同時ネット局では2006年9月まで日曜18時台の『ちびまる子ちゃん』『サザエさん』と19時台の『こちら葛飾区亀有公園前派出所』や『ONE PIECE』の4番組合同アニメ特番を組むことが多々あった。
しかし山口県においては、『ちびまる子ちゃん』と『サザエさん』の放映権はテレビ山口が、『こちら葛飾区亀有公園前派出所』と『ONE PIECE』を本局で放送する関係上、どちらかの局でまとめて放送する訳には行かないため、該当番組を抜き出す形で放送し、かつ1時間に渡る場合は他の拡大特番同様に前編と後編に分けて放送する措置を取っていた。